# 鹿児島市立星峯西小学校
鹿児島市立星峯西小学校（かごしましりつほしがみねにししょうがっこう）は、鹿児島県鹿児島市星ヶ峯四丁目にある公立小学校。
地名は星ヶ峯であるが、校名にはヶは付かない。（星峯東小、星峯中も同じ）

## 沿革
- 1980年（昭和55年） - 鹿児島市立中山小学校の校区の一部を分離し、鹿児島市立星峯西小学校として設置される。
- 1985年（昭和60年）8月31日 - 昭和60年台風第13号襲来により仮設校舎が全壊[1]。
- 1988年（昭和63年） - 校区の一部を鹿児島市立星峯東小学校新設に伴い分離。

## 通学区域
星峯西小学校の通学区域は以下の町丁の区域が指定されている。
- 五ケ別府町の一部
- 山田町の一部
- 星ヶ峯三丁目から星ヶ峯六丁目までの全域